# شاه‌کولی
شاه‌کولی (Chalcalburnus chalcoides) گونه‌ای از ماهیان پرتوباله است.
این ماهی در کشورهای ایران، اتریش، بوسنی هرزگوین، بلغارستان، کرواسی، آلمان، مجارستان، ایتالیا، رومانی، صربستان و مونته‌نگرو، اسلوونی، ترکمنستان و ازبکستان یافت می‌شود.